# مينيانيغو
مينيانيغو هي بلدية من مدينة جنوة الكبرى في إقليم ليغوريا الإيطالي، وتقع على بعد حوالي 11 كيلومتر (7 ميل) إلى الشمال من جنوة في الجزء الشمالي الشرقي من وادي فال بولسيفيرا.

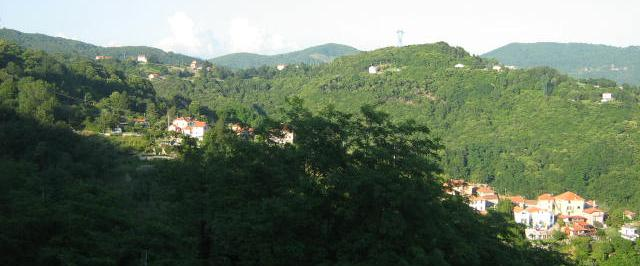
منظر بانورامي لبلدية مينيانيغو، في الوادي بين قريتي كوستاجيوتا وفوميري

## الجغرافيا
يحد مينيانيغو البلديات التالية: بوسالا ، كامبوموروني، فراكونالتو، جنوة، سافينيوني، سيرا ريكو وفولتاجيو (هذه البلدة في مقاطعة أليساندريا ، بيدمونت ).

## القرى
تحتوي على أربع قرى: فوميري، وجيوفي، ومونتانيسي، وبافيتو  — وثماني قرى أخرى: بارييرا، وكوستاجيوتا، ومجليارينا، وبايل، وبونتي ديل أكوا، وبونتيروسو، وفيتري، وفيتوريا. فيتريري هي القرية الأكثر سكانًا والمقر البلدي؛ ويُطلق عليها أحيانًا اسم مينيانيغو ببساطة.

## تاريخها
بلدية مينيانيغو لها جذور تاريخية عريقة؛ حيث كانت تمر بها طريق بوستوميا، التي كانت تصل إلى ممر بوكيتا (772 مترًا فوق مستوى سطح البحر) على طول التلال بين وديان سيول ريكو وفيردي، لم يكن المسار الروماني الذي كان ذا أهمية كبيرة لنقل القوات والبضائع إلى الشمال يتبع الطريق الحالي، بل كان ينحرف إلى اليمين عند ممر بوكيتا.
معظم الأراضي التي تشكل حاليًا بلدية مينيانيغو (والتي تقع على الجانب الأيمن من وادي نهر ريكّو) كانت جزءًا من المنطقة التي أُشير إليها في اللوحة البرونزية لبولتشفيرا، وقد تضمنت هذه المنطقة جزئيًا الأراضي الخاصة لعائلة لانجينسي وجزئيًا الأراضي العامة، على وجه التحديد، شملت الأراضي الخاصة المناطق التي تضم الآن المراكز الرئيسية للبلدية مثل فيترييري، بونتي أكوا، وبافيتو.
اليوم، تُعتبر مينيانيغو مثالًا حيًا على كيف يمكن للموقع الجغرافي، التاريخ، والبنية التحتية أن يشكلوا تطور مجتمع من الزراعة التقليدية إلى الاقتصاد المتنوع.

## روابط خارجية
- الموقع الرسمي